# Superstars Series 2008
Le Superstars Series 2008 sono la quinta stagione del Campionato Italiano Superstars e la seconda dell'International Superstars Series.
Il campionato italiano è stato vinto da Gianni Morbidelli, pilota dell'Audi e il campionato internazionale da Stefano Gabellini, pilota della BMW.

## Piloti e team
| Team                | Vettura              | No. | Pilota               | Gare     |
| ------------------- | -------------------- | --- | -------------------- | -------- |
| Audi Sport Italia   | Audi RS4             | 1   | Gianni Morbidelli    | Tutte    |
| Audi Sport Italia   | Audi RS4             | 4   | Steven Goldstein     | 1–6      |
| Audi Sport Italia   | Audi RS4             | 4   | Simone Campedelli    | 7        |
| Audi Sport Italia   | Audi RS4             | 4   | Agostino Penna       | 8        |
| Audi Sport Italia   | Audi RS4             | 44  | Giorgio Sanna        | Tutte    |
| Audi Sport Italia   | Audi RS4             | 45  | Marco Baroncini      | 6        |
| Ferlito Motors      | Jaguar S-Type R      | 2   | Davide Rigon         | 2        |
| Ferlito Motors      | Jaguar S-Type R      | 2   | Francesco Iorio      | 4        |
| Ferlito Motors      | Jaguar S-Type R      | 2   | Ermanno Dionisio     | 6        |
| Ferlito Motors      | Jaguar S-Type R      | 3   | Ermanno Dionisio     | 7        |
| Ferlito Motors      | Jaguar S-Type R      | 3   | Alessandro Cicognani | 2        |
| Ferlito Motors      | Jaguar S-Type R      | 3   | Claudio Melotto      | 6        |
| Lanza Motorsport    | BMW M5 E39           | 6   | Maurizio Strada      | 2–3      |
| GASS Racing         | BMW M5 E39           | 7   | Alessandro Battaglin | 1–3      |
| Millennium Team     | BMW 550i E60         | 9   | Maurizio Lusuardi    | 7        |
| Millennium Team     | BMW 550i E60         | 69  | Kristian Ghedina     | 1–4, 6   |
| ROAL Motorsport     | BMW M3 E90           | 9   | Luca Rangoni         | 6        |
| ROAL Motorsport     | BMW M3 E90           | 69  | Kristian Ghedina     | 7–8      |
| Racing4You          | Chrysler 300C SRT8   | 17  | Sascha Bert          | 1        |
| Racing4You          | Chrysler 300C SRT8   | 17  | Davide Rigon         | 4–5      |
| Speedstar Team      | Mercedes C63 AMG     | 18  | Massimo Pigoli       | 2–3, 6–8 |
| Speedstar Team      | Mercedes C63 AMG     | 18  | Claudio Melotto      | 4        |
| Habitat Racing      | BMW 550i E60         | 21  | Francesco Ascani     | Tutte    |
| Santucci Motorsport | Cadillac CTS-V       | 33  | Roberto Benedetti    | 1, 7–8   |
| Santucci Motorsport | BMW M5 E39           | 34  | Fabrizio Fede        | 1        |
| Maurer Motorsport   | Chevrolet Lumina CR8 | 46  | María de Villota     | 5        |
| CAAL Racing         | BMW M5 E39           | 52  | Andrea Pagliai       | 1        |
| CAAL Racing         | BMW M5 E39           | 52  | Moreno Petrini       | 2        |
| CAAL Racing         | BMW M5 E39           | 52  | Mauro Simoncini      | 3        |
| CAAL Racing         | BMW M5 E39           | 52  | Mauro Cesari         | 4–6      |
| CAAL Racing         | BMW M5 E39           | 52  | Alessio Alcidi       | 8        |
| CAAL Racing         | BMW 550i E60         | 54  | Stefano Gabellini    | Tutte    |
| CAAL Racing         | BMW M5 E39           | 56  | Leonardo Baccarelli  | 1–5, 7–8 |
| CAAL Racing         | BMW M5 E39           | 58  | Roberto Papini       | Tutte    |

## Calendario
| Round | Circuito     | Data         | Serie         | Pole Position     | Giro più veloce   | Vincitore         | Team              |
| ----- | ------------ | ------------ | ------------- | ----------------- | ----------------- | ----------------- | ----------------- |
| 1     | Vallelunga   | 20 aprile    | Italiano, ISS | Gianni Morbidelli | Gianni Morbidelli | Gianni Morbidelli | Audi Sport Italia |
| 2     | Mugello      | 4 maggio     | Italiano, ISS | Stefano Gabellini | Giorgio Sanna     | Stefano Gabellini | CAAL Racing       |
| 3     | Monza        | 18 maggio    | Italiano, ISS | Gianni Morbidelli | Gianni Morbidelli | Giorgio Sanna     | Audi Sport Italia |
| 4     | Magione      | 8 giugno     | Italiano      | Giorgio Sanna     | Giorgio Sanna     | Gianni Morbidelli | Audi Sport Italia |
| 5     | Valencia     | 29 giugno    | Italiano, ISS | Gianni Morbidelli | Gianni Morbidelli | Gianni Morbidelli | Audi Sport Italia |
| 6     | Varano       | 31 agosto    | Italiano      | Luca Rangoni      | Luca Rangoni      | Luca Rangoni      | ROAL Motorsport   |
| 7     | Misano       | 14 settembre | Italiano      | Giorgio Sanna     | Stefano Gabellini | Stefano Gabellini | CAAL Racing       |
| 8     | Adria        | 28 settembre | Italiano      | Gianni Morbidelli | Gianni Morbidelli | Roberto Papini    | CAAL Racing       |
| 9     | Oschersleben | 12 ottobre   | ISS           | Round cancellato  | Round cancellato  | Round cancellato  | Round cancellato  |

Italiano= Campionato Italiano Superstars
ISS= International Superstars Series

## Classifiche

### Campionato Italiano Superstars
| Pos | Pilota               | VAL | MUG | MON | MAG | VNC | VAR | MIS | ADR | Pts |
| --- | -------------------- | --- | --- | --- | --- | --- | --- | --- | --- | --- |
| 1   | Gianni Morbidelli    | 1   | 2   | 2   | 1   | 1   | 3   | 3   | 3   | 143 |
| 2   | Stefano Gabellini    | 2   | 1   | 5   | 4   | 8   | 2   | 1   | 5   | 110 |
| 3   | Giorgio Sanna        | 10  | 5   | 1   | 2   | 2   | Ret | 2   | 2   | 100 |
| 4   | Roberto Papini       | 4   | 9   | DSQ | 3   | 3   | 8   | 4   | 1   | 73  |
| 5   | Kristian Ghedina     | 3   | 4   | 3   | DNS |     | 5   | 5   | 6   | 56  |
| 6   | Davide Rigon         |     | 3   |     | 5   | 4   |     |     |     | 32  |
| 7   | Francesco Ascani     | 7   | 6   | 7   | 6   | 9   | Ret | 7   | Ret | 26  |
| 8   | Luca Rangoni         |     |     |     |     |     | 1   |     |     | 23  |
| 9   | Massimo Pigoli       |     | Ret | 4   |     |     | 4   | 9   | DNS | 22  |
| 10  | Leonardo Baccarelli  | 9   | Ret | 6   | 8   | 7   |     | 8   | 8   | 21  |
| 11  | Mauro Cesari         |     |     |     | 9   | 5   | 6   |     |     | 16  |
| 12  | Steven Goldstein     | 11  | Ret | 10  | 7   | 6   | Ret |     |     | 11  |
| 13  | Agostino Penna       |     |     |     |     |     |     |     | 4   | 10  |
| 14  | Alessandro Battaglin | 6   | 8   | 11  |     |     |     |     |     | 9   |
| 15  | Andrea Pagliai       | 5   |     |     |     |     |     |     |     | 8   |
| 16  | Simone Campedelli    |     |     |     |     |     |     | 6   |     | 6   |
| 17  | Maurizio Strada      |     | 7   | 9   |     |     |     |     |     | 6   |
| 18  | Alessio Alcidi       |     |     |     |     |     |     |     | 7   | 4   |
| 19  | Marco Baroncini      |     |     |     |     |     | 7   |     |     | 4   |
| 20  | Mauro Simoncini      |     |     | 8   |     |     |     |     |     | 3   |
| 21  | Fabrizio Fede        | 8   |     |     |     |     |     |     |     | 3   |
| 22  | Ermanno Dionisio     |     |     |     |     |     | Ret | 10  |     | 1   |
| 23  | Moreno Petrini       |     | 10  |     |     |     |     |     |     | 1   |
|     | Maurizio Lusuardi    |     |     |     |     |     |     | 11  |     | 0   |
|     | Alessandro Cicognani |     | 11  |     |     |     |     |     |     | 0   |
|     | Roberto Benedetti    | DNS |     |     |     |     |     | 12  | Ret | 0   |
|     | Claudio Melotto      |     |     |     | DNS |     | Ret |     |     | 0   |
|     | Francesco Iorio      |     |     |     | Ret |     |     |     |     | 0   |
|     | Sascha Bert          | Ret |     |     |     |     |     |     |     | 0   |
|     | María de Villota     |     |     |     |     | DNS |     |     |     | 0   |
| Pos | Pilota               | VAL | MUG | MON | MAG | VNC | VAR | MIS | ADR | Pts |

| Colore  | Risultato             |
| ------- | --------------------- |
| Oro     | Vincitore             |
| Argento | 2º posto              |
| Bronzo  | 3º posto              |
| Verde   | Finito a punti        |
| Blu     | Finito senza punti    |
| Viola   | Ritirato (Rit)        |
| Viola   | Non classificato (NC) |
| Rosso   | Non qualificato (NQ)  |
| Nero    | Squalificato (SQ)     |
| Bianco  | Non partito (NP)      |
| Bianco  | Non ha gareggiato     |
| Bianco  | Infortunato (INF)     |
| Bianco  | Escluso (ES)          |
| Bianco  | Gara cancellata (C)   |

### International Superstars Series
| Pos | Pilota               | VAL | MUG | MON | VNC | Pts |
| --- | -------------------- | --- | --- | --- | --- | --- |
| 1   | Stefano Gabellini    | 1   | 1   | 3   | 6   | 69  |
| 2   | Kristian Ghedina     | 2   | 3   | 1   |     | 49  |
| 3   | Roberto Papini       | 3   | 7   | DSQ | 1   | 41  |
| 4   | Davide Rigon         |     | 2   |     | 2   | 33  |
| 5   | Francesco Ascani     | 6   | 4   | 5   | 7   | 28  |
| 6   | Leonardo Baccarelli  | 8   | Ret | 4   | 5   | 21  |
| 7   | Massimo Pigoli       |     | Ret | 2   |     | 15  |
| 8   | Alessandro Battaglin | 5   | 6   | 9   |     | 15  |
| 9   | Steven Goldstein     |     |     | 8   | 4   | 13  |
| 10  | Mauro Cesari         |     |     |     | 3   | 12  |
| 11  | Maurizio Strada      |     | 5   | 7   |     | 12  |
| 12  | Andrea Pagliai       | 4   |     |     |     | 11  |
| 13  | Mauro Simoncini      |     |     | 6   |     | 7   |
| 14  | Fabrizio Fede        | 7   |     |     |     | 4   |
| 15  | Moreno Petrini       |     | 8   |     |     | 3   |
| 16  | Alessandro Cicognani |     | 9   |     |     | 2   |
|     | Sascha Bert          | Ret |     |     |     | 0   |
|     | María de Villota     |     |     |     | DNS | 0   |
|     | Roberto Benedetti    | DNS |     |     |     | 0   |
| Pos | Pilota               | VAL | MUG | MON | VNC | Pts |

| Colore  | Risultato             |
| ------- | --------------------- |
| Oro     | Vincitore             |
| Argento | 2º posto              |
| Bronzo  | 3º posto              |
| Verde   | Finito a punti        |
| Blu     | Finito senza punti    |
| Viola   | Ritirato (Rit)        |
| Viola   | Non classificato (NC) |
| Rosso   | Non qualificato (NQ)  |
| Nero    | Squalificato (SQ)     |
| Bianco  | Non partito (NP)      |
| Bianco  | Non ha gareggiato     |
| Bianco  | Infortunato (INF)     |
| Bianco  | Escluso (ES)          |
| Bianco  | Gara cancellata (C)   |

### Team
| Pos | Team                | Auto | VAL | MUG | MON | VNC | Pts |
| --- | ------------------- | ---- | --- | --- | --- | --- | --- |
| 1   | CAAL Racing         | 52   | 4   | 8   | 6   | 3   | 157 |
| 1   | CAAL Racing         | 54   | 1   | 1   | 3   | 6   | 157 |
| 1   | CAAL Racing         | 56   | 8   | Ret | 4   | 5   | 157 |
| 1   | CAAL Racing         | 58   | 3   | 7   | DSQ | 1   | 157 |
| 2   | Millennium Team     | 69   | 2   | 3   | 1   |     | 49  |
| 3   | Habitat Racing      | 21   | 6   | 4   | 5   | 7   | 28  |
| 4   | Ferlito Motors      | 2    |     | 2   |     |     | 19  |
| 4   | Ferlito Motors      | 3    |     | 9   |     |     | 19  |
| 5   | Racing4You          | 14   | Ret |     |     | 2   | 16  |
| 6   | Speedstar Team      | 18   |     | Ret | 2   |     | 15  |
| 7   | Gass Racing         | 7    | 5   | 6   | 9   |     | 15  |
| 8   | Audi Sport Italia   | 4    |     |     | 8   | 4   | 13  |
| 9   | Lanza Motorsport    | 6    |     | 5   | 7   |     | 12  |
| 10  | Santucci Motorsport | 33   | DNS |     |     |     | 4   |
| 10  | Santucci Motorsport | 34   | 7   |     |     |     | 4   |
|     | Maurer Motorsport   | 46   |     |     |     | DNS | 0   |
| Pos | Team                | Auto | VAL | MUG | MON | VNC | Pts |

| Colore  | Risultato             |
| ------- | --------------------- |
| Oro     | Vincitore             |
| Argento | 2º posto              |
| Bronzo  | 3º posto              |
| Verde   | Finito a punti        |
| Blu     | Finito senza punti    |
| Viola   | Ritirato (Rit)        |
| Viola   | Non classificato (NC) |
| Rosso   | Non qualificato (NQ)  |
| Nero    | Squalificato (SQ)     |
| Bianco  | Non partito (NP)      |
| Bianco  | Non ha gareggiato     |
| Bianco  | Infortunato (INF)     |
| Bianco  | Escluso (ES)          |
| Bianco  | Gara cancellata (C)   |